# فرگشت ساحل

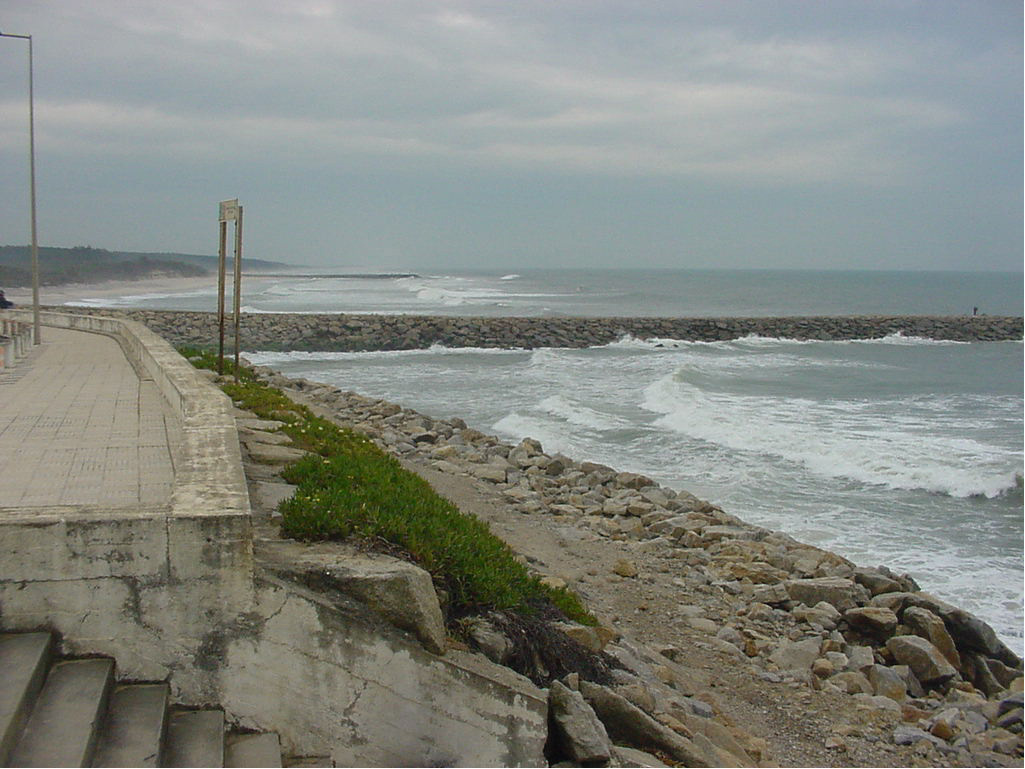
ساحل در حال فرسایش در پرتغال

فرگشت ساحل (به انگلیسی: Beach evolution) در خط کرانه رخ می‌دهد که آب دریا، دریاچه یا رودخانه در حال فرسایش خشکی است. سواحل جایی هستند که شن و ماسه از فرآیندهای چندصدساله و پی‌درپی انباشته شده‌است که مواد سنگی و رسوبی را به رسوب‌های شنی فرسایش می‌دهد. دلتاهای رودخانه، گل و لای را از رودخانه بالا می‌ریزند و در خروجی رودخانه جمع می‌شوند تا خطوط ساحلی دریاچه یا اقیانوس را گسترش دهند. رویدادهای فاجعه‌بار مانند سونامی، توفان و طوفان، فرسایش ساحل را سرعت می‌بخشد.